# 天主教泰亞諾-卡爾維教區
天主教泰亞諾-卡爾維教區（拉丁語：Dioecesis Theanensis-Calvensis）是天主教會在義大利的一個教區。屬那不勒斯總教區。

## 歷史
泰亞諾教區傳統上被認為成立於4世紀，但在頭三位主教以後，聖統記載中斷，至9世紀下半葉才恢復。966年8月14日起屬卡普阿總教區。
如果在307年祝聖聖卡斯托主教座堂的主教是真有其人的話，卡爾維教區可能在4世紀前就已經成立。966年8月14日起屬卡普阿總教區。1727年5月16日教區大修院由教宗本篤十三世祝聖啟用。
1818年6月27日兩個教區聯合，稱卡爾維暨泰亞諾教區。1952年5月12日，教宗宣佈拉塔尼聖母為教區主保。1979年4月30日卡普阿總教省被解散，教區轉歸那不勒斯管轄。1986年9月30日兩個教區合併，成立新的教區並易名至今。

## 現況
教區包括卡塞塔省北部共廿二市，教座位於泰亞諾。2010年有教友81,200人，佔轄區總人口97.8%。教區下轄七十個堂區，有六十三名司鐸。現任教區主教為亞瑟·阿耶洛。